# Wolfgang Blankenburg
Wolfgang Blankenburg (* 1. Mai 1928 in Bremen; † 16. Oktober 2002 in Marburg) war ein deutscher Psychiater. Er ist ein Vertreter der phänomenologischen Psychiatrie und Psychopathologie.

## Werdegang
Blankenburg studierte ab 1947 Philosophie und Psychologie, ab 1950 außerdem Medizin an der Albert-Ludwigs-Universität Freiburg. 1956 wurde er promoviert. Das Thema seiner Dissertation war eine daseinsanalytische Studie über einen Patienten mit paranoider Schizophrenie. Diese Erkrankung bildete den Schwerpunkt seiner weiteren Forschung. 1957 begann er eine internistische und psychosomatische Ausbildung in Heidelberg. Zwei Jahre darauf wurde er Assistent und 1963 Oberarzt an der Psychiatrischen Klinik in Freiburg. Dort habilitierte er sich 1967. Seine Habilitationsschrift Der Verlust der natürlichen Selbstverständlichkeit vermittelte neuartige Einsichten in das Erleben an Schizophrenie erkrankter Personen und wurde in vier Sprachen übersetzt.
1969 ging Blankenburg an die Psychiatrische Universitätsklinik Heidelberg. Dort übernahm er nach Walter von Baeyers Emeritierung die Position des kommissarischen Direktors der Klinik. Ab 1975 war er Direktor der Psychiatrischen Klinik I in Bremen. 1979 folgte er dem Ruf auf den Lehrstuhl der Psychiatrie an der Universität Marburg. Bis zu seiner Emeritierung 1993 war er Ordinarius und Leiter der Klinik für Psychiatrie in Marburg.
Wolfgang Blankenburg war verheiratet mit Ute Blankenburg, geb. Hägele. Der Ehe entstammen drei Kinder.

## Auszeichnungen
- 1986: Dr. Margrit Egnér-Stiftung für die Arbeit Zur Leiberfahrung psychisch Kranker

## Schriften

### Monografien
- Daseinsanalytische Studie über einen Fall paranoider Schizophrenie. Dissertation, Freiburg im Breisgau 1956.
- Der Verlust der natürlichen Selbstverständlichkeit. Ein Beitrag zur Psychopathologie der schizophrenen Alienation. Medizinische Habilitationsschrift, Freiburg im Breisgau 1967.
- Der Verlust der natürlichen Selbstverständlichkeit. Stuttgart 1971; Neuausgabe: Parodos, Berlin 2012.
- Psychiatrie und Phänomenologie. Alber, Freiburg im Breisgau 2014.

### Aufsätze
- Psychopathologie des Unscheinbaren. Wolfgang Blankenbrg: Ausgewählte Aufsätze. Herausgegeben von Martin Heinze. Parodos, Berlin 2007.

### Übersetzungen
- La perte de l'évidence naturelle. Presses Univ. de France, Paris 1991.